# Buch Mormon

Das Buch Mormon

Das Buch Mormon (englisch The Book of Mormon) ist eine religiöse Schrift der nach diesem Buch benannten religiösen Gemeinschaften der Mormonen. Als Verfasser des Buches gilt Joseph Smith. Die Anerkennung dieses Werkes als Heilige Schrift im Schriftenkanon gilt als wesentliches gemeinsames Kennzeichen der verschiedenen mormonischen Gemeinschaften. Das übrige Christentum erkennt das Buch Mormon nicht an. Namensgeber ist ein Prophet namens Mormon, der im Buch selbst als Hauptredakteur des ursprünglichen Berichtes genannt wird. Mit der Erstveröffentlichung des Buches 1830 begann das öffentliche Wirken des Kirchengründers Joseph Smith.

## Ursprung

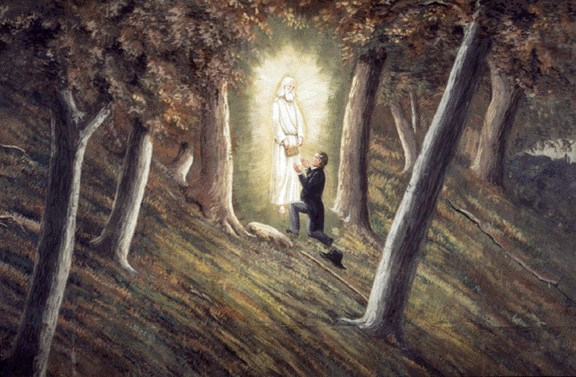
Ein Bild, das nach der Beschreibung von Joseph Smith angefertigt wurde. Er erhält die goldenen Platten von dem Engel Moroni auf dem Hügel Cumorah.

Der Ursprung des Buches Mormon ist zwischen Mormonen und Nicht-Mormonen umstritten. In der Kirche Jesu Christi der Heiligen der Letzten Tage wird der Ursprung, wie er im Buch selbst geschildert ist – ergänzt um den Bericht von Joseph Smith über die Entstehung des Buches Mormon –, als historische Tatsache betrachtet und als unverzichtbarer Teil des Glaubens angenommen und gelehrt. Dennoch existiert eine kleine Gruppe innerhalb der Kirche, die die Annahme, das Buch Mormon sei ein historischer Bericht, nicht für relevant hält.
Etwa seit dem Jahr 2000 ist die zweitgrößte mormonische Gemeinschaft (mit einer Mitgliedschaft von 250.000 im Vergleich zu den ca. 17 Millionen Mitgliedern der Kirche Jesu Christi der Heiligen der Letzten Tage), die Gemeinschaft Christi, offiziell von der Auffassung abgerückt, das Buch Mormon sei ein historischer Bericht. Die Kirche bezeichnet das Buch als „inspirierte und glaubensstärkende“ Schrift und erkennt damit Joseph Smith als Urheber und Autor des Buches an.
Im Buch Mormon selbst wird dessen Entstehung wie folgt geschildert:
Der etwa 600 v. Chr. aus Jerusalem geflohene Prophet Nephi habe auf Goldplatten einen Bericht über den Umgang Gottes mit seiner Familie angefertigt. Darin wird geschildert, wie Nephi und seine Familie mit Gottes Hilfe per Schiff nach Amerika gelangt seien und wie sich dort aus dieser Gruppe von Menschen ein größeres Volk entwickelt habe. Dieser Bericht, „die kleinen Platten Nephis“, sei bis etwa 130 v. Chr. von Nephis direkten Nachkommen fortgeführt und dann, nach dem Erlöschen der Abstammungslinie, an die politischen bzw. religiösen Führer der damaligen Gemeinschaft übergeben worden. Auf einem zweiten Satz von Platten, den „großen Platten Nephis“, habe Nephi die politische und gesellschaftliche Geschichte seines Volkes niedergeschrieben; dieser wesentlich ausführlichere Bericht sei dann nach Nephis Tod von den Führern der Gemeinschaft fortgeführt worden. Als dritte Quelle gelten die „Platten Ethers“, ein Bericht über ein älteres Volk, das bereits nach dem biblischen Turmbau zu Babel nach Amerika gelangt sei.
Diese Berichte sollen um 400 n. Chr. vom Namensgeber des Buches, dem Propheten Mormon, und danach von dessen Sohn Moroni zusammengefasst, kommentiert und für ihre eigene Zeit ergänzt worden sein. Die kleinen Platten Nephis sowie die Zusammenfassung der großen Platten Nephis und der Platten Ethers habe Moroni dann an einem bestimmten Platz verborgen, um sie für zukünftige Generationen zu bewahren. Nephi, der erste Schreiber des Textes, erwähnt, dass der Bericht in der Sprache seines Vaters verfasst wurde, die sich aus dem Wissen der Juden und der Sprache der Ägypter zusammensetzt. Moroni, der letzte Schreiber, vermerkt im Text, dass der Bericht in „reformiertem Ägyptisch“ (reformed egyptian) verfasst wurde.
Joseph Smith schilderte die Entdeckung der Platten folgendermaßen:
Moroni sei ihm 1823 als Engel erschienen, habe ihm von diesen Aufzeichnungen berichtet und ihm den Ort beschrieben, an dem die Platten verborgen seien. Er, Joseph Smith, habe dann die Platten von einem nahe gelegenen Hügel, der später Cumorah genannt wurde, entnehmen dürfen und – mit einigen Unterbrechungen – mit Hilfe der Sehersteine Urim und Tummim, die sich bei den Platten befunden hätten, ins Englische übersetzt. Nach Abschluss der Übersetzung habe Moroni die Platten wieder an sich genommen.
Nach dem Bericht seines ersten Mitarbeiters, Martin Harris, der für einen kleinen Teil des Buches Mormon, der dann später verloren ging, als Schreiber fungierte, soll Joseph Smith zeitweise hinter einem aufgehängten Tuch das Buch diktiert haben. Alle sonstigen Mitarbeiter berichteten nicht mehr von dem Tuch. Joseph Smith selbst gab an, er habe die Platten „durch die Gabe und Macht Gottes“ übersetzt. Zeugen, die bei der Übersetzung anwesend waren, berichteten, dass er zeitweise Übersetzungsinstrumente benutzte, die ihm bei der Arbeit behilflich waren. Zu diesen gehörten die „Übersetzer“, genannt „Urim und Tummim“, zwei durchscheinende Steine, die von einem Metallbügel zusammengehalten wurden, sodass man durch sie durchschauen konnte. Joseph Smith hatte sie zusammen mit den Platten erhalten. Ein weiteres Übersetzungswerkzeug war der „Seherstein“, den er unter anderem in einen Hut legte und dann hineinblickte. Joseph Smith hatte diesen in seiner Jugend gefunden und damit früher verlorene Sachen aufgespürt. Heute gilt als sicher, dass der größte Teil von Oliver Cowdery aufgeschrieben wurde, während Emma Smith, Martin Harris und möglicherweise noch andere kurzzeitig für Joseph als Schreiber des Buches Mormon tätig waren.
Zu Beginn der Übersetzung gab es einen bedeutsamen Zwischenfall mit Martin Harris, einem wohlhabenden Nachbarn und Unterstützer von Joseph Smith, der ihm zu Beginn auch als Schreiber diente. Dieser bat Joseph Smith eindringlich, ihm das bisher übersetzte Manuskript zu überlassen, damit er es seiner Frau zeigen könne, die mit seinem, Harris’, Engagement nicht einverstanden war. Nach anfänglichem Zögern überließ ihm Joseph Smith das 116-seitige Manuskript, das zu diesem Zeitpunkt im Wesentlichen das „Buch Lehi“ umfasste. Bei Martin Harris ging der Text verloren. Joseph Smith gab in weiterer Folge an, Gott habe ihm geboten, diese Seiten nicht noch einmal zu übersetzen, da Menschen mit schlechten Absichten das ursprüngliche Manuskript verändert hätten und dann auf die Diskrepanz hinweisen würden. Diese Episode wird seither als Beweis angeführt, er habe gar nicht wirklich übersetzt, da er nicht in der Lage gewesen sei, den ursprünglichen Text zu reproduzieren.
Nachdem Joseph Smith nach eigenen Angaben vorübergehend die Fähigkeit, den Text von den Platten zu übertragen, verloren hatte, begann er im Jahr 1829 erneut mit der Niederschrift. Beinahe der gesamte Text des jetzigen Buches Mormon wurde in diesem Jahr in drei Monaten, von April bis Juni, verfasst. Nach Anfertigung einer weiteren Abschrift für die Druckerei wurde das Buch Mormon Anfang 1830 bei Egbert Grandin and Company in Palmyra, New York gedruckt und im März 1830 veröffentlicht. Diese Erstauflage umfasste 5.000 Exemplare und wurde von Martin Harris finanziert. Die noch existierenden Exemplare der Erstauflage sind heute Sammlerstücke.

## Inhalt

### Gliederung des Buches

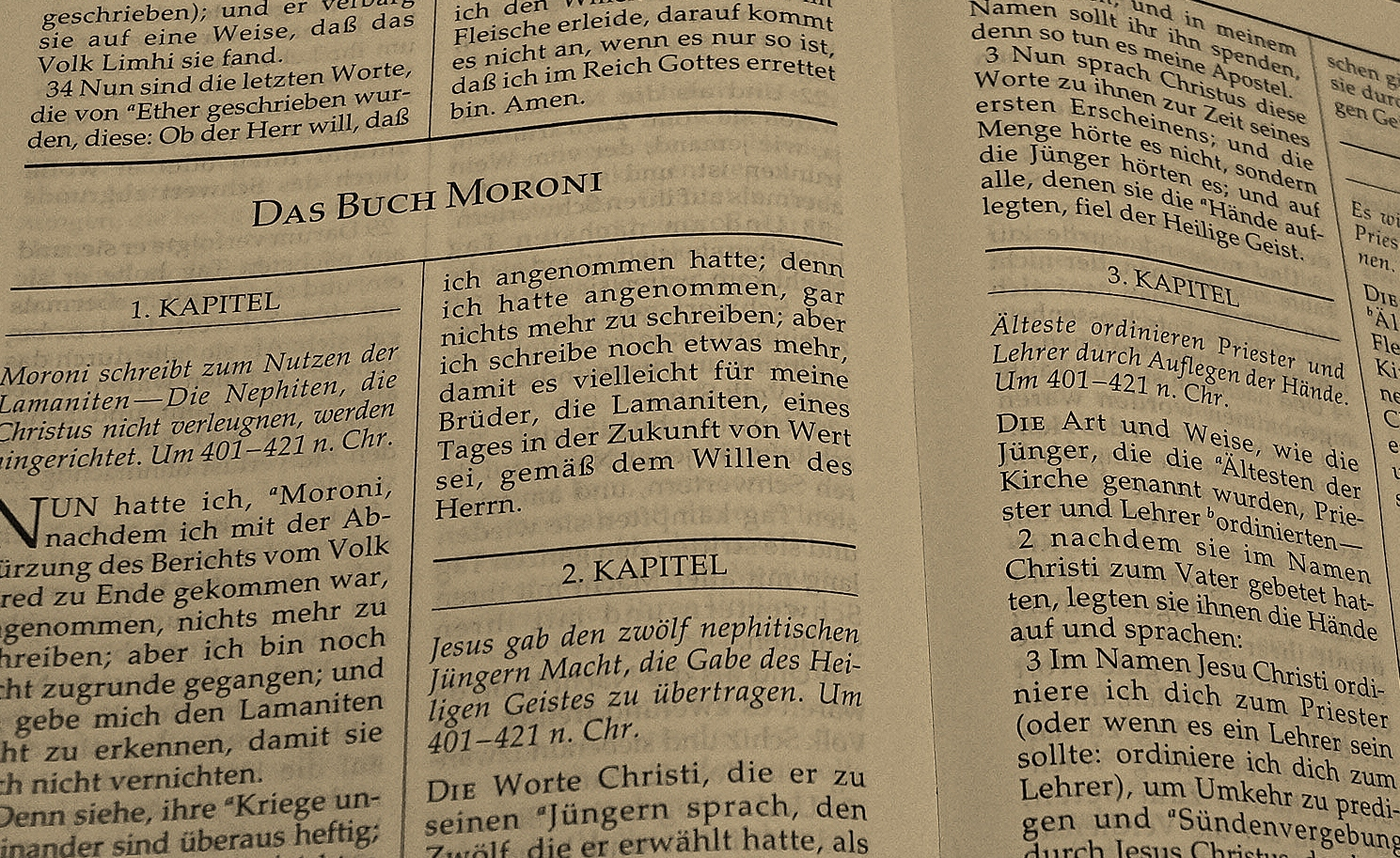
Textbeispiel im Buch Mormon

Das Buch Mormon ist ähnlich der Bibel in einzelne Bücher eingeteilt; anders als in der Bibel ist jedoch der Zusammenhang der einzelnen Bücher etwas enger. Es besteht aus folgenden Büchern:
- Das erste Buch Nephi
- Das zweite Buch Nephi
- Das Buch Jakob
- Das Buch Enos
- Das Buch Jarom
- Das Buch Omni
- Die Worte Mormons
- Das Buch Mosia
- Das Buch Alma
- Das Buch Helaman
- Das dritte Buch Nephi
- Das vierte Buch Nephi
- Das Buch Mormon
- Das Buch Ether
- Das Buch Moroni

Bei den Büchern „Erster Nephi“ bis „Omni“ handelt es sich nach eigener Darstellung des Buches um die direkte Übersetzung der vorchristlichen „Kleinen Platten Nephis“ durch Joseph Smith; Smith soll diese erst nach Fertigstellung der anderen Bücher übersetzt haben, um das fehlende „Buch Lehi“ (siehe oben) zu ersetzen. Die Bücher „Mosia“ bis „Vierter Nephi“ sollen die von Mormon ca. 400 n. Chr. angefertigte Zusammenfassung der „Großen Platten Nephis“ sein (wobei die ersten 116 Seiten der „Großen Platten“, welche das „Buch Lehi“ ausmachten, heute fehlen; siehe oben). Die „Worte Mormons“ und das Buch „Mormon“ sollen von Mormon ungefähr zu dieser Zeit selbst verfasst worden sein. Das „Buch Ether“ soll die von Mormons Sohn Moroni zwischen 400 und 420 n. Chr. angefertigte Zusammenfassung der „Platten Ethers“ sein, und das „Buch Moroni“ soll – mit Ausnahme der darin enthaltenen Briefe Mormons an Moroni – von Moroni ungefähr um 420 n. Chr., als Mormon bereits tot war, selbst verfasst sein. Alles von „Die Worte Mormons“ bis „Das Buch Moroni“ soll also von Mormon und Moroni niedergeschrieben und von Smith ins Englische übersetzt worden sein.

### Inhalt

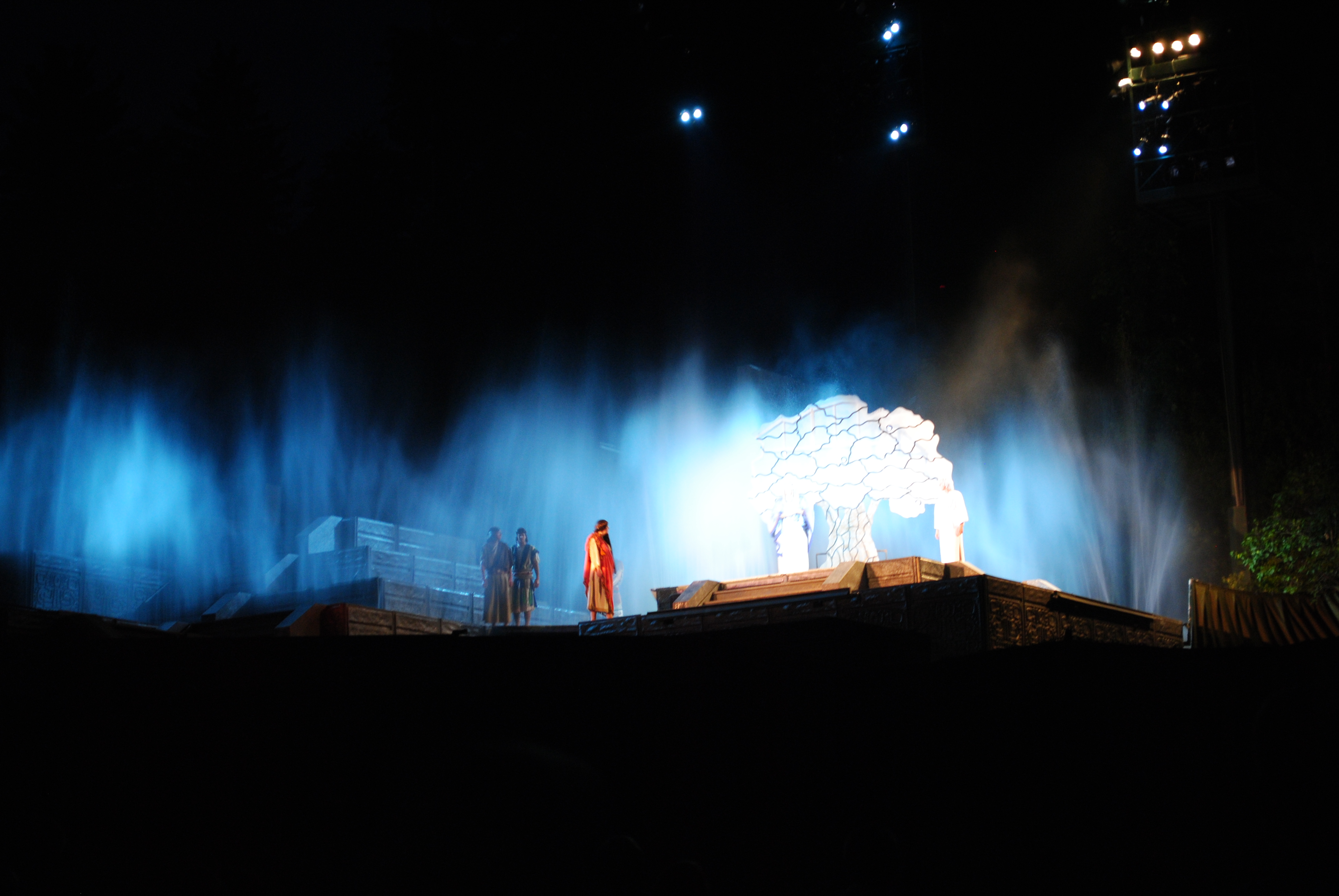
Eine Darstellung der Vision vom Baum des Lebens bei einer Nachspielung bei den Hügel-Cumorah-Festspielen.

Das Buch berichtet von einem Propheten namens Lehi (Nephis Vater), der etwa 600 vor Christus in Jerusalem den göttlichen Auftrag erhielt, mit seiner Familie, der Familie von Ismael und Schriften auf Messingplatten die Stadt zu verlassen und in die Wildnis zu ziehen. Dadurch entgehen sie der Vernichtung der Stadt durch die Babylonier einige Jahre später. Lehis Sohn Nephi übernimmt auf Gottes Geheiß die Führung für den Bau eines Schiffes, mit dem die Gruppe in ein verheißenes Land segelt. Laman und Lemuel, die älteren Brüder von Nephi, lehnen sich auf, während Nephi und seine weiteren Brüder den Lehren ihres Vaters treu bleiben. Nach dem Tod des Vaters Lehi kommt es zum völligen Bruch, der zur Bildung von zwei verfeindeten Völkern führt, den Nephiten und den Lamaniten, die sich immer wieder bekriegen. Nephi ist der erste Prophet der Nephiten. Er zitiert und erläutert Jesaja ausführlich.
Im weiteren Verlauf werden die wechselnden Beziehungen dieser Völker, ihre Wanderungen, Missionsbemühungen, Kriege, politischen Streitigkeiten usw. geschildert. Dabei werden ausführlich die Zeiten
- von etwa 600 bis etwa 550 v. Chr.,
- von etwa 130 v. Chr. bis etwa 40 n. Chr. und
- von etwa 320 bis etwa 420 n. Chr.

geschildert, während sich für die Perioden dazwischen (550 bis 130 v. Chr. und 40 bis 320 n. Chr.) nur knappe Angaben finden.
Im weiteren Verlauf treffen die Nephiten auf ein weiteres Volk, das von Flüchtlingen um Mulek, einen Sohn von Zidkija, König in Jerusalem zur Zeit der Zerstörung der Stadt durch die Babylonier, abstammt. Die beiden Gruppen vereinigen sich.
Höhepunkt des Berichtes ist der Besuch des auferstandenen Jesus Christus bei den Nephiten um 33 n. Chr. Der Heiland habe dort unter anderem die wesentlichen Teile der Bergpredigt wiederholt, ein zweites Mal das Abendmahl gestiftet und seine Kirche organisiert.
Rund zwei Jahrhunderte leben die vereinten Nephiten und Lamaniten nach den Grundsätzen der Bergpredigt in vollkommenem Frieden. Das Verlassen dieser Grundsätze führt schließlich zu einer erneuten Trennung in Nephiten und Lamaniten und einem hasserfüllten, blutigen Krieg, in dem die Nephiten schließlich völlig vernichtet werden. In den letzten Kriegsjahren treten Mormon und sein Sohn Moroni als militärische Befehlshaber und Chronisten auf.
Ein nach Darstellung des Buches von Moroni eingeschobener und kommentierter Teil befasst sich mit der Geschichte eines viel älteren Volkes, der Jarediten, das Gott nach dem biblischen Turmbau zu Babel in das verheißene Land geführt habe. Missachtung göttlicher Grundsätze hätten auch bei ihnen zu Spaltungen, blutigen Kriegen und, kurz vor der Ankunft der Gruppe um Lehi, zu ihrer vollständigen Vernichtung geführt. Die Aufzeichnungen ihres letzten Propheten, Ether, seien später von den Nephiten gefunden und mit Hilfe des „Urim und Thummim“ übersetzt worden.

### Lehren

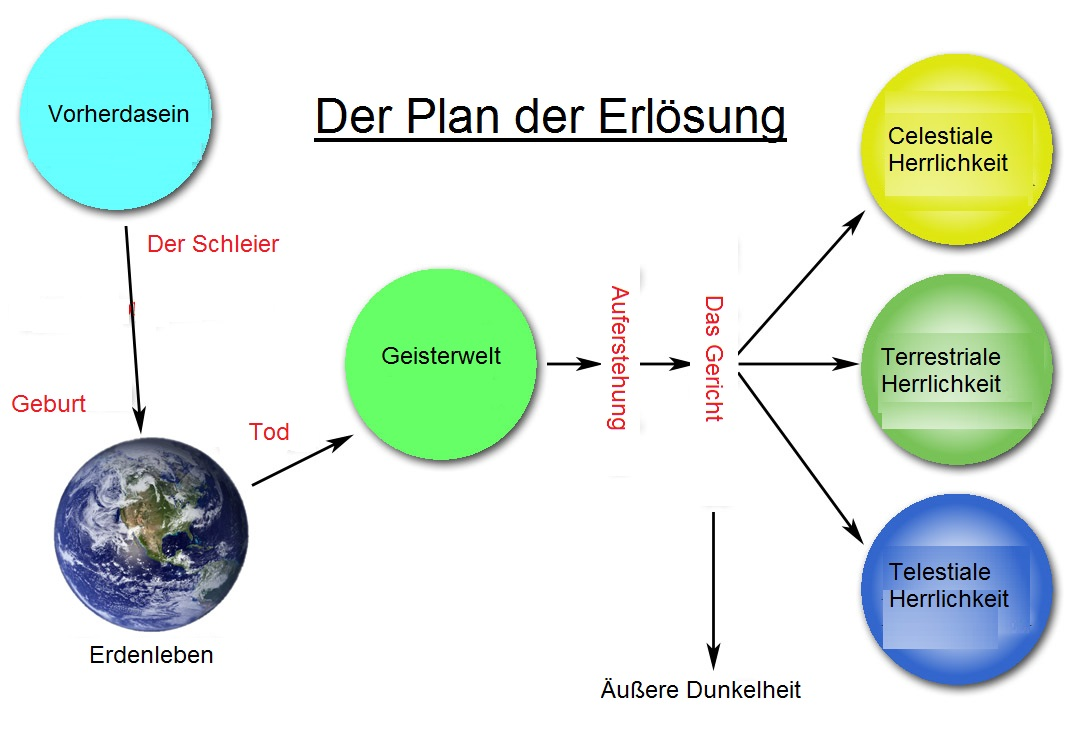
Der Plan der Erlösung, wie er im Buch Mormon beschrieben wird.

Im Gegensatz zu den anderen neueren religiösen Schriften präsentiert sich das Buch Mormon in erster Linie als ein geschichtlicher Bericht und nicht ausschließlich als eine Ansammlung von Lehren, moralischen Glaubenssätzen oder religiösen Liedern. Das Buch Mormon enthält Lehren und philosophische Ansichten zu einer Vielzahl von Themen, von Grundthemen des Christentums und des Judentums bis hin zu politischen und ideologischen Anschauungen.
Der Hauptzweck des Buches besteht laut eigener Darstellung darin, in einer Zeit der Verwirrung über die Lehre Gottes hervorzukommen, um „die Wahrheit [der Bibel] zu bestätigen“, „die klaren und kostbaren Dinge“, die im Laufe der Jahrhunderte verlorengegangen sind, erneut an die Öffentlichkeit zu bringen und „allen Geschlechtern, Sprachen und Völkern kund [zu] tun, dass das Lamm Gottes [Jesus Christus] der Sohn des ewigen Vaters und der Erretter der Welt“ ist. Das Buch soll dem „Überrest des Hauses Israel zeigen, was der Herr Großes für seine Väter getan hat […] – auch sollen die Juden und die Anderen davon überzeugt werden, dass Jesus der Christus ist, der ewige Gott, der sich allen Nationen kundtut.“ In diesem Sinne beschreibt das Buch Mormon die Versöhnung von Juden und Nichtjuden mit Jesus und berichtet von einer Vielzahl von Visionen und Besuchen bei einigen früheren Einwohnern Amerikas. Am bemerkenswertesten ist das persönliche Erscheinen Jesu nach seiner Auferstehung und sein mehrtägiger Dienst bei der dortigen Bevölkerung. In der Bibel sprach Jesus zu den Juden in Jerusalem von „anderen Schafen“, die seine Stimme hören würden. Jesus erklärt während seines Besuchs in Amerika, dass er damit die Nephiten und die anderen Überreste der verlorenen Stämmen Israels gemeint habe.
Zudem finden sich im Buch Mormon zahlreiche Lehranschauungen zu nachfolgenden Themen (exemplarische Auflistung): die Gottheit, das Opfer Jesu Christi, der Plan der Erlösung, der Sinn des Lebens, das Jenseits, Gegensätze und Entscheidungsfreiheit, Glaube, Hoffnung, Nächstenliebe, Sündenvergebung, der Abfall vom Glauben, die Wiederherstellung des Evangeliums in den letzten Tagen, der Namen der Kirche, Propheten und Offenbarung, das Priestertum, das Gebet, heilige Handlungen und Bündnisse, Ablehnung der Kindertaufe, Ehe und Familie, Gehorsam, Unterstützung der Armen, Amerikanischer Exzeptionalismus, Verhalten bei kriegerischen Auseinandersetzungen, Pazifismus, uvm.

## Redaktionsgeschichte

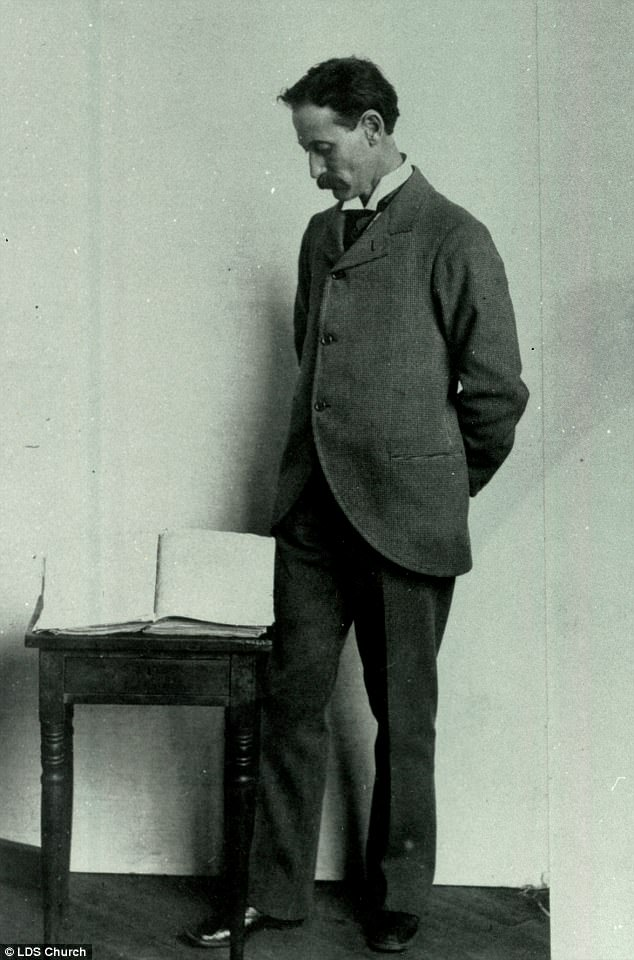
Das Druckermanuskript mit seinem Besitzer aus dem 19. Jahrhundert, George Schweich, einem Enkel von David Whitmer.

Es existieren zwei Hauptmanuskripte des Buches, beide befinden sich heute in Obhut der Gemeinschaft Christi:
1. Das Originalmanuskript wurde Anfang der 1840er Jahre in den Grundstein des Nauvoo-Tempels (siehe auch diesen Abschnitt des Artikels zur Kirchengeschichte der Mormonen) eingemauert. Mehrere Jahrzehnte später wurde es vom zweiten Ehemann von Joseph Smiths Witwe, einem Nichtmormonen, aus den Ruinen des abgebrannten und dem Wetter preisgegebenen Tempels geborgen. Durch Wasserschäden ist es zu ungefähr drei Vierteln zerstört.
2. Das Druckermanuskript ist die Abschrift, die den Setzern der ersten Ausgabe zur Verfügung stand; Smith wollte das Originalmanuskript nicht mehr aus der Hand geben, nachdem dessen erste 116 Seiten verloren gegangen waren. Das Druckermanuskript ist größtenteils erhalten, enthält jedoch im Vergleich zu den erhaltenen Teilen des Originalmanuskripts diverse Kopierfehler.

Daneben existieren als Textquellen die drei Druckauflagen (Palmyra 1830, Kirtland 1837, Nauvoo 1842), die bereits zu Joseph Smiths Lebzeiten und mehr oder minder unter seiner Aufsicht entstanden, sowie Korrekturen, die Joseph Smith handschriftlich in seine eigenen Druckexemplare eingefügt hat. Eine textkritische Ausgabe, die die verschiedenen Versionen und ihre Unterschiede dokumentiert, wurde im Jahr 2017 fertiggestellt.
Da die ursprünglichen Manuskripte fast völlig ohne Satzzeichen waren, fügte sie der Setzer der ersten Auflage ein. Die erste Ausgabe außerhalb der Vereinigten Staaten erschien 1840 in Großbritannien. Spätere Ausgaben beruhten meist auf der 1837er Edition, da es in Utah lange Zeit keine Buchdruckerei gab und somit die Kirche jahrzehntelang das Buch nur in ihrem bedeutendsten europäischen Missionsgebiet, Großbritannien, druckte, wohin die wegen der schwierigen Verhältnisse in Nauvoo nur in kleiner Anzahl gedruckte 1842er Edition nie gelangt war. Erst ab 1981 flossen Änderungen der 1842er Edition wieder in die Ausgaben der Kirche ein.

### Buch Mormon in der Kirche Jesu Christi der Heiligen der Letzten Tage
Die erste nicht englische Ausgabe war eine dänische Übersetzung 1851. Im Jahre 1852 folgte die erste deutsche Ausgabe.
1876 wurden die Kapitel der einzelnen Bücher neu eingeteilt und eine Versnummerierung hinzugefügt.
Zwischen heutigen Ausgaben des Buches und der Erstauflage gibt es 3913 Unterschiede. Die meisten dieser Veränderungen finden sich bereits ab der 1837er Auflage. Es handelt sich zumeist um Korrekturen von Zeichensetzung, Rechtschreibung und Grammatik; allerdings wurden nach der Erstauflage auch einige wenige bedeutendere Änderungen von Joseph Smith vorgenommen, die von Kritikern dahingehend interpretiert werden, dass sie dazu dienen sollten, revidierten Lehren oder gewandelten politischen Verhältnissen eine passendere Grundlage zu geben.
Im Jahr 1989 wurde an der Brigham Young University mit der Erstellung einer kritischen Textausgabe in vier Bänden begonnen. Band 1 und 2, veröffentlicht im Jahr 2001, enthalten die Transkripte des Originalmanuskripts und des Druckermanuskripts der englischen Ausgabe des Buches Mormon. Band 3, veröffentlicht im Jahr 2016, beschreibt die Geschichte aller englischen Buch-Mormon-Texte von Joseph Smith bis heute. Band 4, veröffentlicht im Jahr 2017, enthält kritische Analysen aller Textvarianten des Buches.
Mittlerweile ist der gesamte Text in 91 Sprachen übersetzt worden, Auszüge des Buches gibt es in 21 weiteren Sprachen.

### Deutsche Übersetzungen
Im Jahr 1852 erstellte der spätere dritte Präsident der Kirche Jesu Christi der Heiligen der Letzten Tage, John Taylor, während einer Missionsreise in Deutschland zusammen mit deutschen Helfern eine erste deutsche Übersetzung, die in Hamburg erschien. Diese blieb, mit wiederholten Überarbeitungen, bei den deutschsprachigen Mormonen bis 1978 im Gebrauch. Die häufige Formulierung des englischen Buches „And it came to pass“ (deutsche Übersetzung: „Und es begab sich“) wird hier im Deutschen nur durch ein leeres Paar eckige Klammern („[ ]“) angedeutet. Biblische Texte und Zitate sowie viele einzelne Formulierungen biblischen Ursprungs entstammen der Lutherbibel. (Seit es die Einheitsübersetzung gibt, wechselten die deutschsprachigen Mormonen von der revidierten Lutherbibel auf diese als bevorzugte Bibelversion.)
Im Jahr 1978 verfasste der Österreicher Immo Luschin von Ebengreuth im Auftrag der Ersten Präsidentschaft eine komplette Neuübersetzung, die anstrebte, wesentlich wörtlicher als die erste Übersetzung zu sein. „And it came to pass“ wird seither nach dem Vorbild von Luthers Luk. 2,1 mit „Und es begab sich“ wiedergegeben. Diese Ausgabe des Buch Mormon wurde bis 2003 verwendet. Seit Ende 2003 gibt es eine überarbeitete Version der deutschen Übersetzung des Buches Mormon. Sie enthält ergänzend den sogenannten Schriftenführer, was im Wesen etwa einer Bibelkonkordanz entspricht und Begriffserklärungen sowie Hinweise auf Schriftstellen in allen Standardwerken (Bibel, Buch Mormon, Lehre und Bündnisse, Köstliche Perle) enthält. Dort finden sich auch deutsche Übersetzungen der von Joseph Smith angefertigten Joseph-Smith-Übersetzung der Bibel.

### Buch Mormon in der Gemeinschaft Christi
Seit der Gründung der Reorganisierten Kirche Jesu Christi der Heiligen der letzten Tage im Jahr 1860 erstellt diese Kirche ihre eigenen Ausgaben des Buches Mormon mit im Wesentlichen gleichem Text, aber unterschiedlicher Redaktionsgeschichte. Diese verwendet bis heute die alte Kapiteleinteilung der Originalausgabe und hat eine eigene Verseinteilung. Aus dieser Tradition gibt es auch eine eigenständige deutsche Übersetzung.

### Buch Mormon alsBericht der Nephitenin der Kirche Christi mit der Elias-Botschaft
Bericht der Nephiten (engl. The Record of the Nephites) ist die offizielle Bezeichnung der Kirche Christi mit der Elias-Botschaft für das Buch Mormon. Das Wort record lässt sich auch mit Urkunde übersetzen, so dass die Bezeichnung Urkunde der Nephiten im deutschen Sprachraum ebenfalls anzutreffen ist. Anerkannt wird lediglich der Text der ersten veröffentlichten Buch-Mormon-Version von 1830, der sogenannten Palmyra-Ausgabe. Die Kirche mit der Elias-Botschaft veröffentlichte seit 1957 unter dem Titel „The Record of the Nephites“ diesen Text von 1830. Die spätere Einteilung der größten mormonischen Kirche in Kapitel und Verse wurde inzwischen jedoch übernommen. Dieses Werk ist nur in englischer Sprache erhältlich.

### Zeugen des Buches Mormon

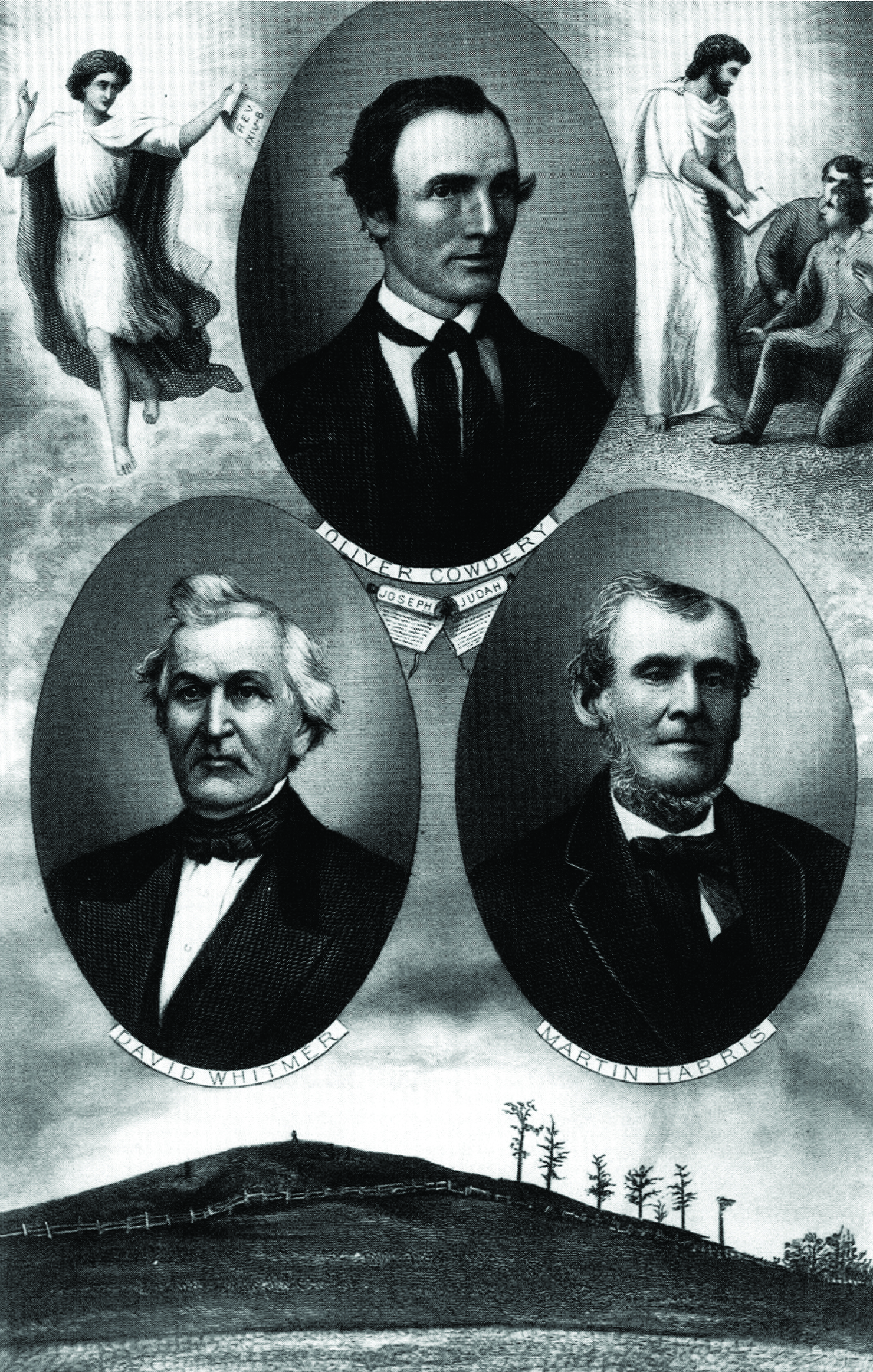
Die drei Zeugen für das Buch Mormon: Oliver Cowdery (oben), David Whitmer (links) und Martin Harris, darunter eine zeitgenössische Zeichnung des Hügels Cumorah (Darstellung von Edward Hart, 1883)

Um die Bedeutung des Buches Mormon zu unterstreichen, ließ Joseph Smith drei Personen aus seinem Umfeld, denen die Goldplatten vom Engel Moroni gezeigt worden seien, ihr Zeugnis in schriftlicher Form mit Unterschrift geben. Seither ist es in jeder Ausgabe des Buches Mormon am Anfang abgedruckt. Acht weitere Personen bezeugten ebenfalls schriftlich, die goldenen Platten in der Hand gehabt und umgeblättert zu haben, allerdings ohne Anwesenheit Moronis. Auch dieses Zeugnis findet sich in jeder Ausgabe des Buches Mormon.
Obwohl sich alle „drei Zeugen“ und einige der „Acht Zeugen“ später, zumindest zeitweise, von Joseph Smith distanzierten oder exkommuniziert wurden, ist nicht bekannt, dass einer sein Zeugnis je widerrufen hätte. Hingegen existieren schriftliche Bestätigungen einiger Zeugen (von David Whitmer sogar mit notarieller Beglaubigung), dass ihr Zeugnis im Buch Mormon der Wahrheit entspreche.
Inoffizielle Zeugen sind Emma Smith, die Ehefrau des Propheten, und seine Mutter Lucy, welche angaben, die Platten, die in ein Tuch eingewickelt waren, befühlt zu haben.

## Verhältnis zur Bibel
Nach Meinung der Mormonen bestätige das Buch Mormon die Lehre der Bibel und verhelfe zu einem besseren und tieferen Verständnis der biblischen Botschaft.
Demgegenüber vertreten bestimmte christliche Gruppen, vor allem die Evangelikalen, die Ansicht, das Buch Mormon widerspreche als sogenannte Neuoffenbarung in wesentlichen Punkten der Bibel. Insbesondere christliche Glaubensgemeinschaften, welche die Bibel als einziges schriftliches Wort Gottes betrachten, lehnen das Buch Mormon ab. Vom religionsvergleichenden Standpunkt hat im deutschen Sprachraum der ehemalige Sektenbeauftragte der evangelischen Kirche von Westfalen, Rüdiger Hauth, das Buch Mormon und die mormonische Glaubensgemeinschaft in schriftlicher Form kritisiert. Von mormonischer Seite wird an seinen Werken bemängelt, dass sie einseitig und polemisch seien, nicht den Standards wissenschaftlichen Arbeitens entsprächen und sich nicht mit den Ergebnissen der mormonischen Wissenschaft und anerkannten Bibelwissenschaft auseinandersetzten. Ungeachtet dessen werden Hauths Ausführungen, jedoch auch die von anderen, amerikanischen, Kritikern häufig im deutschen Sprachraum zitiert. Jerald und Sandra Tanner, die selbst früher Mormonen waren, haben in ihrem Buch Mormonism: Shadow or Reality in einer Gegenüberstellung auf Stellen im Buch Mormon hingewiesen, die ihrer Meinung nach im Widerspruch zur Bibel oder zu anderen Stellen im Buch Mormon oder den heutigen Lehren der Kirche Jesu Christi der Heiligen der Letzten Tage stehen.
Von Kritikern aufgeführte Beispiele für Widersprüche zwischen Buch Mormon und Bibel:
- Das Buch Mormon lehrt, dass Errettung nicht allein aus Glauben möglich sei, sondern dass auch zusätzlich die Taufe heilsnotwendig ist (2. Nephi 9,23-24[50], 31,11-17[51]), wie auch (Joh 3,5 LUT) interpretiert werden kann. Dem steht die theologische Konzeption des sola fide entgegen, nach der die Errettung alleine aus dem Glauben möglich ist und die sich auf Paulus und die Apostelgeschichte (Röm 3,16 LUT, 3,28 LUT und 10,9 LUT und Apg 16,31 LUT) stützt.
- Die Bibel berichtet, Jesus sei in Betlehem geboren (Mi 5,2 LUT; Mt 2,1 LUT) worden. Das Buch Mormon sagt als Jesu Geburtsort „zu Jerusalem“ voraus (Alma 7,10[52]). Mormonen sehen diesen Widerspruch als irrelevant an, da in Alma zu Jerusalem (oder im englischen at Jerusalem) geschrieben ist, nicht in Jerusalem. Deshalb glauben Mormonen, dass hier vom Land Jerusalem die Rede ist und bei rund acht Kilometern Entfernung gehöre Betlehem durchaus zum Land Jerusalem. Kritiker entgegnen hierauf wiederum, dass der Name Jerusalem innerhalb der Bibel nirgendwo als Bezeichnung für ein Land, sondern immer nur als Name der Stadt verwendet wird. In anderen antiken Schriften wurde der Ausdruck „Land Jerusalem“ jedoch entdeckt: in den Amarna-Briefen mindestens fünfmal und auch auf einem Fragment der Schriftrollen vom Toten Meer, das Jeremia zugeschrieben wird.[53]
- Mt 27,45 LUT und Mk 15,33 LUT zufolge dauerte die Finsternis zu Jesu Tod drei Stunden, nicht wie laut Buch Mormon drei Tage (Helaman 14,20[54]). Mormonen entgegnen dem, dass die Evangelisten von den Ereignissen in Israel und das Buch Mormon von gleichzeitigen Begebenheiten in Amerika berichten, die für den relevanten Zeitraum geologisch belegt seien.[55]
- Die Mormonen glauben, dass die Bibel das Hervorkommen des Buches Mormon prophezeit hat, und stützen sich dabei auf biblische Texte, die weitere Offenbarungen oder Gläubige in anderen Erdteilen erwähnen. Sie interpretieren diese als Bezüge zu mormonischen Glaubensüberzeugungen.[56] In der Bibel wird der in Jerusalem auftretende Prophet Lehi nicht erwähnt. In der neueren mormonischen Literatur wird jedoch die These vertreten, dass der im Buch Mormon als ein Sohn von Zidkija bezeichnete Mulek sowohl in der Bibel (Jer 38,6 LUT) als auch archäologisch[57] belegt sei.

## Widersprüche

### Geschichte
Kritiker führen an, dass es im Buch Mormon Widersprüche mit allgemein anerkannten Forschungsergebnissen gibt. Es werden Pferde und Wagen genannt, die es jedoch nach derzeitigen Erkenntnissen vor der Zeit des Kolumbus auf dem amerikanischen Kontinent nicht gegeben hat. Das Buch Mormon berichtet außerdem von Erfindungen wie Stahl oder der Sieben-Tage-Woche, bevor diese auf dem amerikanischen Kontinent eingeführt wurden. Zudem wird von stark bevölkerten Städten und großen Schlachten mit mehreren zehntausend Teilnehmern berichtet, für die es keine archäologischen Beweise gibt. DNA-Vergleiche haben zudem bestätigt, dass die indigene Urbevölkerung aus dem asiatischen Raum stammt und am ehesten mit den Ostasiaten verwandt ist. Das schließt nach Meinung von Kritikern aus, dass hebräische Einwanderer, wie es die ursprünglichen „Lamaniten“ sein sollen, zu ihren Vorfahren zählen.

### Geographie
Die im Buch Mormon geschilderten geographischen Gegebenheiten konnten bisher nicht eindeutig geographisch zugeordnet werden, weshalb für Mormon weder ein Geburtsort noch ein Sterbeort, der auf heutigen Karten lokalisierbar ist, angegeben werden kann. Kritiker des Buches Mormon meinen deshalb, Joseph Smith habe Namen wie Moroni und Cumorah von alten Karten des 19. Jahrhunderts ins Buch Mormon übernommen; so ist Moroni die größte Stadt und heute auch Hauptstadt des Inselstaates der Komoren. Es gab bislang zahlreiche, nicht überzeugende Versuche, die im Buch Mormon geschilderten Orte und Geschehnisse geographisch und historisch zu lokalisieren.

## Standpunkte von Mormonen
Im 19. Jahrhundert wurde in den Vereinigten Staaten unter Historikern und Archäologen noch die Annahme vertreten, die Indianer könnten Nachfahren der sogenannten Verlorenen Stämme Israels sein. Das Buch Mormon war deshalb zu dieser Zeit für die Wissenschaft von Interesse, da es ähnliche Annahmen vermittelt. Diese Ansicht wird jedoch von der heutigen Wissenschaft nicht mehr vertreten. Heutzutage befasst sich die wissenschaftliche Gemeinschaft daher kaum mit dem Buch Mormon. Allgemein wird die Wahrscheinlichkeit, dass den Vorfahren der amerikanischen Urbevölkerung auch hebräische Einwanderer, die um 600 v. Chr. nach Amerika gelangt sein sollen, zugezählt werden können, als nicht existent eingeschätzt. Allgemein anerkannt ist, dass die Ureinwohner Amerikas im Wesentlichen von Ostasiaten abstammen. Unter Zugrundelegung einer genauen Exegese des Textes des Buches Mormon wird in der mormonischen Literatur zur Geographie der im Buch Mormon für den amerikanischen Kontinent beschriebenen Ereignisse überwiegend ein sich auf Mittelamerika konzentrierendes regionales Modell (s. u.) vertreten. Anderweitige Besiedlung Amerikas sei durch das Buch Mormon nicht ausgeschlossen und spiegele sich in dessen Text sogar wider. Die Buch-Mormon-Forschung wird bis heute fast ausschließlich von solchen Apologeten betrieben, die an die Wahrheit des Buches Mormon glauben.
Mehrere Werke, die die Abstammung der amerikanischen Ureinwohner von den verlorenen Stämmen Israels darstellen, wurden als mögliche Inspirationsquellen Smiths beim Verfassen des Buches Mormon diskutiert.
Folgende Verbindungen zu anderen Werken von drei Autoren sind möglich:
- Spalding-Rigdon-Theorie zur Urheberschaft des Buches Mormon: Als die ersten mormonischen Missionare 1832 in das Ashtabula County, Ohio kamen, fielen Übereinstimmungen zwischen ihrer Lehre und früheren Erzählungen des ortsansässigen und schon 1816 verstorbenen Solomon Spaulding auf. Spauldings Bruder, seine Schwester und eine Reihe von Bekannten erklärten, dass Spaulding Jahre vorher ein Manuskript verfasst hätte, das sich mit der Geschichte einer israelitischen Einwanderung nach Amerika beschäftigte. Es sei in derselben altertümlichen Sprache verfasst gewesen wie das Buch Mormon und inhaltlich weitgehend identisch, bis auf die religiösen Aussagen Smiths. Von Solomon Spaulding ist ein unveröffentlichtes Manuskript in der Bibliothek des Oberlin College in Ohio erhalten. Dieses hat aber keine Übereinstimmungen mit dem Buch Mormon.[64][65] Daher existieren Spekulationen, nach denen der spätere Bekehrte Sidney Rigdon ein anderes Manuskript von Spaulding an Smith weitergegeben haben könnte. Diese Vermutung beruht auf verschiedenen angeblichen Aussagen Rigdons, die dieser jedoch dementierte. Beweise liegen nicht vor.

- 1826 erschien The Wonders of Nature von Josiah Priest mit einem kurzen Hinweis auf die Abstammung der amerikanischen Ureinwohner von den verlorenen Stämmen Israels. Priest kannte nachweislich Oliver Cowdery, so dass eine Anregung Smiths auf diesem Weg möglich ist. Weitere Übereinstimmungen zwischen Priests Buch und dem Buch Mormon gibt es nicht.

- Der nicht mit Joseph Smith verwandte Prediger Ethan Smith veröffentlichte 1823 View of the Hebrews, in dem er die israelitische Herkunft der Indianer in vielen Einzelheiten beschrieb. Nach Sprache und Inhalt weist es viele Parallelen mit dem Buch Mormon auf. Auch hier gibt es einen Bezug zu Oliver Cowdery, der aus demselben Heimatdorf wie Ethan Smith stammte und diesen gekannt haben kann. Die Übereinstimmungen zwischen View of the Hebrews und dem Buch Mormon fielen schon in den ersten Jahrzehnten der neuen Religion auf, galten Anhängern der Kirche als Beleg für die Richtigkeit des Buches Mormon und wurden von Smith selber erwähnt. Spätere Kritiker des Mormonentums betrachten dieses Buch als mögliche Inspirationsquelle, aus dem Smith beim Verfassen des Buches Mormon geschöpft habe.

### Erklärungen von Apologeten
In den letzten Jahrzehnten haben mormonische Intellektuelle in der gemeinnützigen Organisation Foundation for Ancient Research and Mormon Studies (FARMS) mit verschiedenen Methoden versucht, den Anspruch des Buches Mormon, ein authentischer Bericht aus der Kultur des Nahen Ostens und einer altamerikanischen Kultur zu sein, zu untermauern. Dies erfolgte durch Vergleiche mit Texten und archäologischen Funden aus dem Nahen Osten und Mittelamerika. Gleichzeitig zielten diese Forschungen darauf ab, die These von Kritikern zu widerlegen, das Buch Mormon sei ein Produkt des 19. Jahrhunderts. Seit der schrittweisen Eingliederung von FARMS ab dem Jahr 1997 in das Neal A. Maxwell Institute for Religious Scholarship der Brigham Young University wird die Bezeichnung FARMS nicht mehr verwendet. Die daraus resultierenden Publikationen sind in der Zeitschrift Journals of Book of Mormon Studies seit 1992 online verfügbar. Darüber hinaus veröffentlicht das Neal A. Maxwell Institute regelmäßig Bücher zur Interpretation zum Buch Mormon.
Andere mormonische Intellektuelle haben sich in der Non-Profit-Organisation Book of Mormon Central zusammengefunden, um anhand von vorhandenen archäologischen und historischen Daten Bezüge zwischen dem Buch Mormon und den Völkern Mittelamerikas herzustellen. Weitere öffentlich verfügbare Publikationen über das Buch Mormon finden sich regelmäßig in dem Periodikum Interpreter oder auf der Internetplattform FAIR.
Nach Einschätzung der Apologeten sind während der vergangenen Jahrzehnte zahlreiche Hinweise gefunden worden, die mit dem Anspruch des Buches Mormon, ein authentischer, antiker Text zu sein, im Einklang stehen. Jedoch weisen sie auch darauf hin, dass grundsätzlich ein Beweis für den göttlichen Ursprung des Buches Mormon mit wissenschaftlichen Methoden nicht zu führen sei. Hugh Nibley und B. H. Roberts mit seinen Studies of the Book of Mormon gehören zu diesen mormonischen Intellektuellen.
Die anerkannten Wissenschaften weisen aber in ihren Stellungnahmen mit Nachdruck darauf hin, dass es für die Erzählungen im Buch Mormon keinen einzigen Beleg gibt.

### Regionales und hemisphärisches Modell

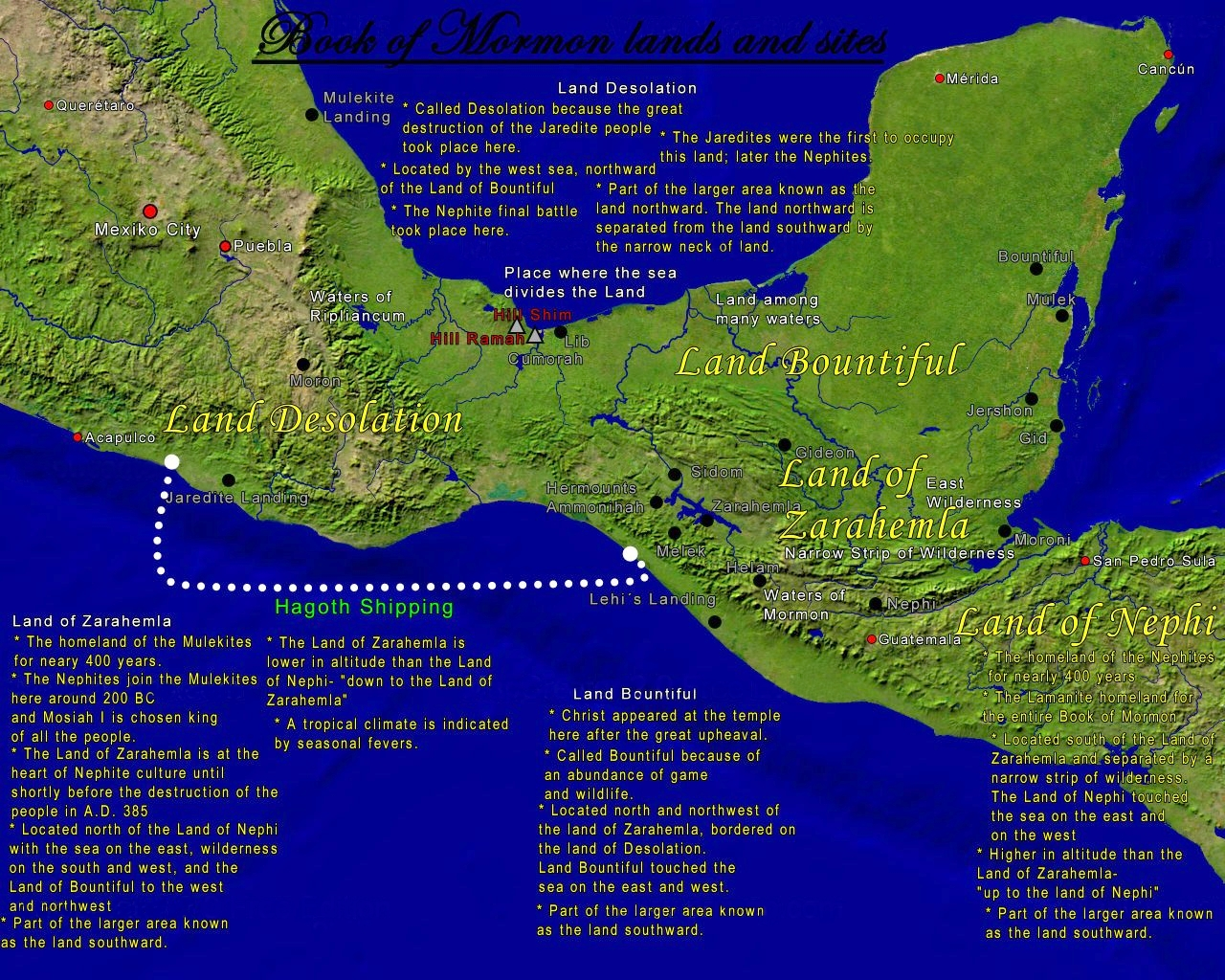
Ein mittelamerikanisches Modell

Mittlerweile ist die früher weithin, auch zeitweilig von Joseph Smith und anderen Präsidenten der Kirche Jesu Christi der Heiligen der Letzten Tage angenommene Auffassung, die Lamaniten seien die Hauptvorfahren der amerikanischen Urbevölkerung und das Buch Mormon beziehe sich auf die ganze westliche Hemisphäre, vonseiten der meisten mormonischen Apologeten aufgegeben worden. Angenommen wird, dass sich die Begebenheiten im Buch Mormon in einem begrenzten geographischen Raum zugetragen haben, es sich bei den hebräischen Einwanderern um eine kleine Anzahl gehandelt habe, welche Kontakt mit bereits existierenden Völkern anderen Ursprungs gehabt haben sollen und schließlich in die bestehende Bevölkerung eingegliedert worden sein sollen. Als Gegend des Geschehens wird Mittelamerika angenommen, eine weniger verbreitete Theorie lokalisiert die Ereignisse im Gebiet der nordamerikanischen Großen Seen.
Im kirchlichen Alltag, auch im Bereich der Mission, sind jedoch vereinzelt immer noch Aussagen von früheren Kirchenautoritäten im Umlauf, wonach die einstigen Ureinwohner sowohl von Nord- als auch von Südamerika als direkte Nachkommen der im Buch Mormon beschriebenen Lamaniten bezeichnet werden. Ebenso finden sich in der kanonischen Schrift Lehre und Bündnisse Formulierungen, die auf ein hemisphärisches Modell hindeuten. Bis in das Jahr 2006 enthielt auch die englischsprachige Einleitung des Buches Mormon (und damit die Vorlage aller Buch Mormon-Übersetzungen) den Hinweis, dass die Lamaniten die Hauptvorfahren der heutigen Indianer seien. Im Zuge einer Überarbeitung der Kapitelüberschriften im Jahr 2006 wurde diese Aussage dahin gehend abgeändert, dass die Völker des Buches Mormon nunmehr lediglich den Vorfahren der heutigen Indianer zugezählt werden. Im Jahr 2014 wurde dieser Standpunkt erneut in einem auf der offiziellen Website der Kirche Jesu Christi der Heiligen der Letzten Tage herausgegebenen Schwerpunktartikel zu behaupteten Migrationseinflüssen im Buch Mormon bestätigt. Darin stellte die Kirche klar, dass die amerikanische Urbevölkerung aus ihrer Sicht hauptsächlich asiatischen Ursprungs ist, dass die im Buch Mormon beschriebenen Einwanderungswellen geringen Umfangs gewesen sein sollen und daher genetische Vermischungen mit der zahlenmäßig überlegenen einheimischen Bevölkerung anzunehmen sind.

## Wissenschaftlicher Standpunkt
Die Smithsonian Institution weist in ihrer Stellungnahme zum Buch Mormon darauf hin, dass
- der physische Typ amerikanischer Indigener am ehesten Bewohnern Nord- und Ostasiens ähnelt. Die archäologische Beweislage weist darauf hin, dass der amerikanische Kontinent in einer Serie kleiner Migrationen über die – früher möglicherweise begehbare – Beringstraße besiedelt wurde.
- Die ersten Menschen, die Amerika vom Osten aus erreichten, waren Wikinger um 1000 n. Chr. Für ihr Vordringen  bis nach Zentralamerika gibt es keinen einzigen Beweis.
- Außer dem Hund war keines der in der Alten Welt genutzten Haustiere und -pflanzen den Bewohnern Amerikas bekannt: Sie hatten keinen Weizen, Gerste, Hafer, Hirse, Reis, Rinder, Schweine, Hühner, Pferde, Esel und Kamele.
- Im präkolumbianischen Amerika wurden Eisen, Stahl, Glas und Seide nicht benutzt.
- Es besteht eine gewisse Möglichkeit für die Ausbreitung kultureller Spuren von Süd- und Ostasien über den Pazifik nach Amerika. Kontakte von Amerika zu den antiken Ägyptern, Hebräern oder Westasiaten gab es aber mit Sicherheit nicht.
- Kein anerkannter Altertumswissenschaftler und kein Experte für die Frühgeschichte Amerikas hat jemals eine Ähnlichkeit zwischen archäologischen Fundstücken Ägyptens und des amerikanischen Kontinents festgestellt.
- Von den zahlreichen behaupteten alten Funden aus Europa und Vorderasien hielt keiner einer Überprüfung durch ausgebildete Wissenschaftler stand.[59]

Auf eine Nachfrage im Jahr 2012 bekräftigte die Smithsonian Institution ihre Stellungnahme. Auch die National Geographic Society teilte auf eine Anfrage mit, dass ihr keine Tatsachen, die die Aussagen im Buch Mormon unterstützen, bekannt sind.

## Adaptionen
Im The Book of Mormon Movie, Vol. 1: The Journey, wurden die zwei ersten Bücher des Buches verfilmt; im Musical The Book of Mormon wurde es satirisch interpretiert.

## Weitere Literatur
- BuchMormon.de
- Chronologie, Religiöse Lehren und Tafeln in der Enzyklopädie des Mormonismus